# Adolf Brand
Adolf Brand (Berlín, 14 de novembre de 1874 – 2 de febrer de 1945) va ser un anarquista stirnerià i un dels primers activistes homosexuals i el primer al món a editar de forma regular una revista per a homosexuals anomenada Der Eigene (1896-1932). Una primera iniciativa semblant de Karl Heinrich Ulrichs el 1870 amb la revista Urnings no va reeixir a sortir enllà del primer número.
A més de la revista Der Eigene, del 1899 al 1900 l'editorial de Brand va publicar en la seva editorial, la influent antologia de literatura homoeròtica d'Elisar von Kupffer Lieblingminne und Freundesliebe in der Weltliteratur.
El 1903 Brand va fundar juntament amb Benedict Friedlaender i Wilhelm Jansen l'associació Gemeinschaft der Eigenen, l'ideal de la qual era l'amor homosexual d'homes virils i la pederàstia segons el model grec i els membres del qual es trobaven intel·lectualment prop de les idees de Gustav Wyneken sobre l'eros pedagògic. Rebutjaven de forma categòrica les teories mèdiques sobre l'homosexualitat, com la teoria dels estadis sexuals intermedis de Magnus Hirschfeld. Només es van unir al Comitè Científic Humanitari a la dècada de 1920 per lluitar per l'eliminació del Paràgraf 175, encara que la lluita fracassés.
La Gemeinschaft der Eigenen també realitzava un altre tipus d'activitats, com a càmpings i excursionisme, que també realitzaven de vegades nus. En aquest sentit, les agrupacions juvenils de GdE eren similars al Wandervogel, una espècie de grup escolta alemany. De fet, un dels fundadors de GdE, Wilhelm Jansen, era un dels principals donants i un dels dirigents del moviment Wandervogel.
Brand era un defensor de l'outing d'homosexuals molt abans que el terme fos definit. Quan el 1907, durant el cas Harden-Eulenburg, va afirmar que el canceller Bernhard von Bülow tenia una relació homosexual per induir-ho a eliminar el Paràgraf 175 va ser denunciat per Von Bülow per calúmnia i condemnat a divuit mesos de presó per no poder presentar proves. Va passar per la presó en diverses altres ocasions, com quan va colpejar un diputat amb una corretja de gos a causa d'una discussió i per diversos textos i imatges escandaloses a ulls de la justícia de l'època.
Durant la Primera Guerra Mundial Brand va disminuir l'activitat de GdE i va servir tres anys a l'exèrcit. Es va casar amb la infermera Elise Behrendt, que va acceptar la seva tendència homosexual.
A partir de 1933 Brand va abandonar la militància homosexual, després de veure's atacat en diverses ocasions pels nazis i després que la confiscació de molts dels seus llibres i documents li impedís seguir publicant Der Eigene, cosa que va dur-lo a la ruïna personal. Brand va morir durant un bombardeig dels Aliats el 2 de febrer de 1945.